# Tehilla Blad
Tehilla Israelle Maja Chloe Blad (Uppsala, 5 settembre 1995) è un'attrice, nuotatrice, ballerina e cantante svedese, nota per aver interpretato i personaggi di Lisbeth Salander adolescente e Leena bambina (la prima, nella trilogia cinematografica Millennium; la seconda, nel film Beyond).

## Biografia
Sesta figlia di una famiglia con otto figli tutti impegnati in ambito musicale, danza, nuoto e recitazione. Nel 2008 gli otto fratelli hanno partecipato al talent show della televisione svedese Talang.

## Filmografia parziale
- Uomini che odiano le donne (Män som hatar kvinnor), regia di Niels Arden Oplev (2009)
- La ragazza che giocava con il fuoco (Flickan som lekte med elden), regia di Daniel Alfredson (2009)
- La regina dei castelli di carta (Luftslottet som sprängdes), regia di Daniel Alfredson (2009)
- Beyond (Svinalängorna), regia di Pernilla August (2010)